# Discografia dei The Meatmen
Questa pagina contiene l'intera discografia della band The Meatmen dagli esordi fino ai tempi odierni.

## Album in studio
- 1981 - Demo
- 1983 - We're the Meatmen...and You Suck!!
- 1985 - War of the Superbikes
- 1986 - Rock & Roll Juggernaut
- 1990 - Crippled Children Suck
- 1995 - Pope on a Rope
- 1996 - War of the Superbikes, Vol. 2
- 2009 - Cover the Earth

## EPs
- 1982 - Blüd Sausage
- 1997 - Evil in a League With Satan

## Album dal vivo
- 1988 - We're the Meatmen...And You Still Suck!!!

## Compilation
- 1991 - Stud Powercock: The Touch And Go Years 1981-1984
- 1993 - Faster & Louder: Hardcore Punk, Vol. 1

Hanno anche registrato una cover dei The Smiths, How Soon Is Now?, nella compilation The World Still Won't Listen (The Smiths Punk Tribute).